# Sauce chien

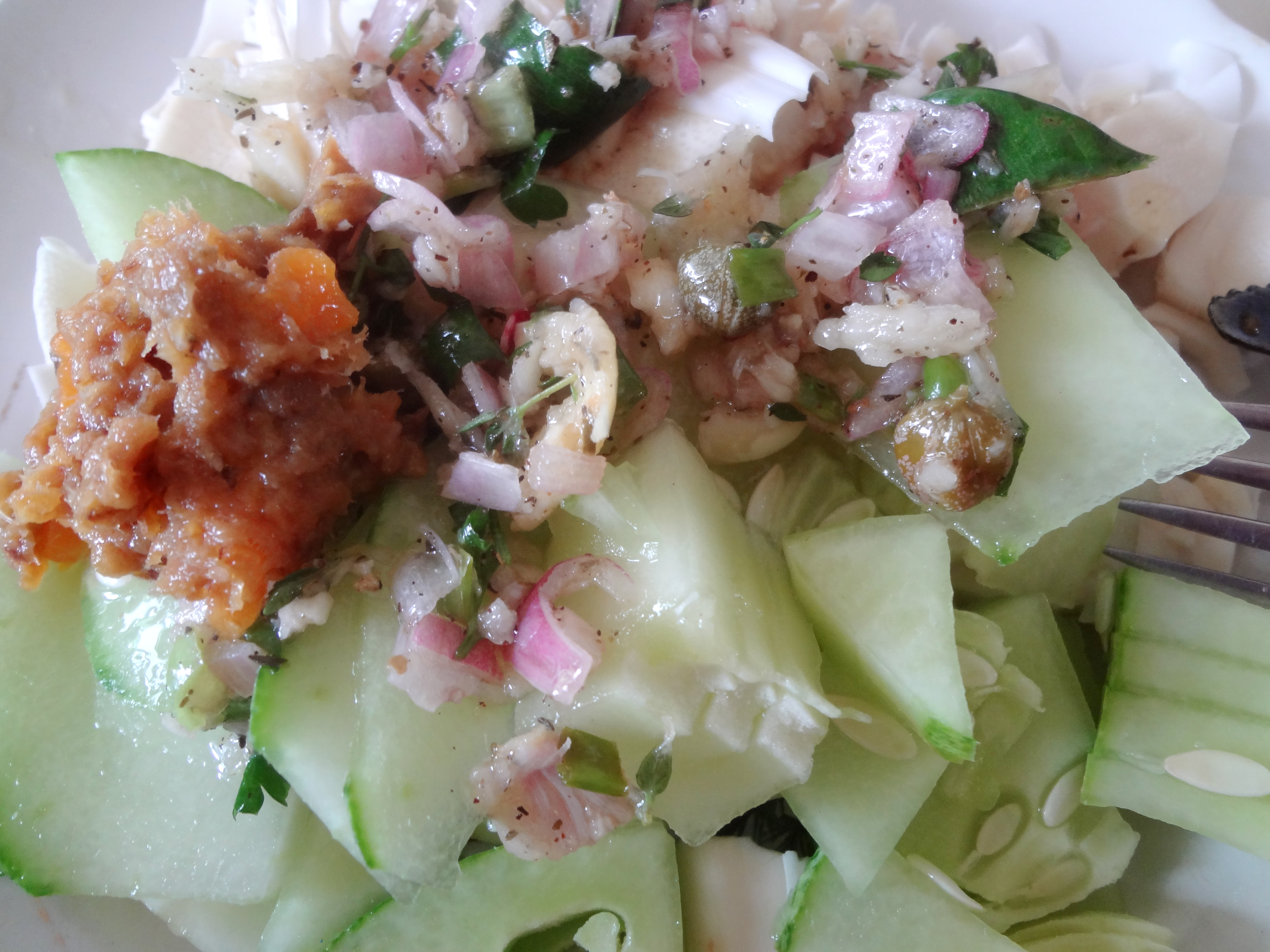
Sauce chien maison sur une salade (Martinique).

La sauce chien (ou sauce créole) est une sauce des Antilles (Guadeloupe et Martinique) et de Guyane, proche[réf. souhaitée] du chimichurri sud-américain et de la salsa criolla argentine, dont l'aspect est celui d'un mélange de condiments verts.

## Historique
Le nom tirerait son origine de celui de la marque de couteau Chien, qui sert à découper les ingrédients pour sa préparation.
Selon les dires sur place, le nom proviendrait de la capacité de la sauce à accompagner n’importe quel plat. Le nom ferait ainsi le parallèle avec la capacité, à aller partout, des chiens errants nombreux dans les DOM-TOM.

## Composition
Elle est traditionnellement composée de piment antillais, d'oignon, d'ail, de tiges de ciboule (appelées « cives » aux Antilles), de persil, de jus de citron, d'huile, d'eau chaude et de sel. On peut également y retrouver du vinaigre blanc, du poivre, du thym.

## Utilisation
La sauce chien sert à accompagner les poissons grillés et les crustacés (classiquement, les langoustes). Elle est aussi utilisée pour accompagner les viandes cuites au barbecue ou les salades.